# Biuret

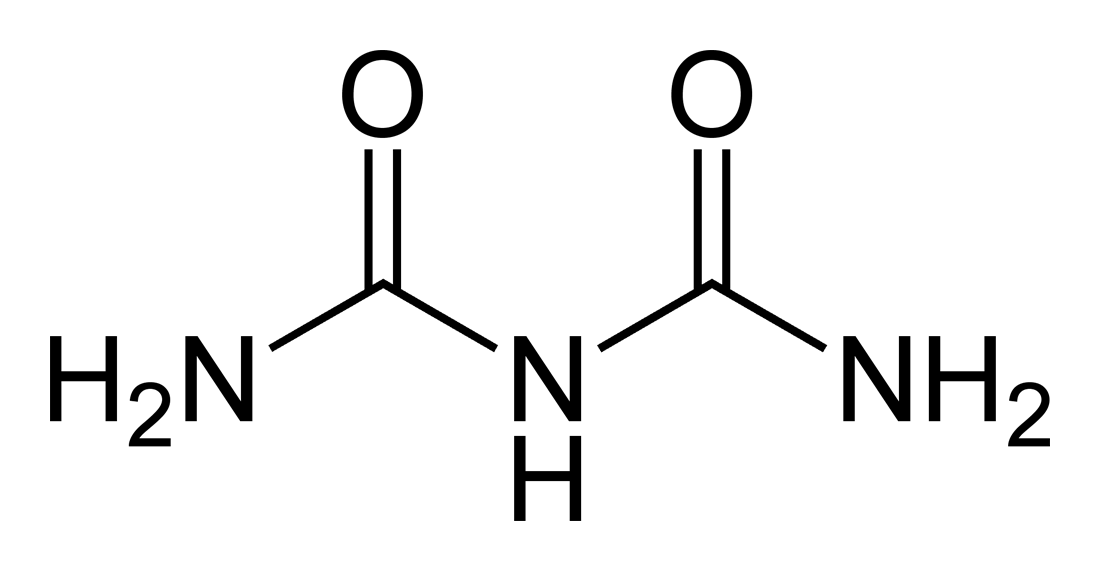
Fórmula química del Biuret

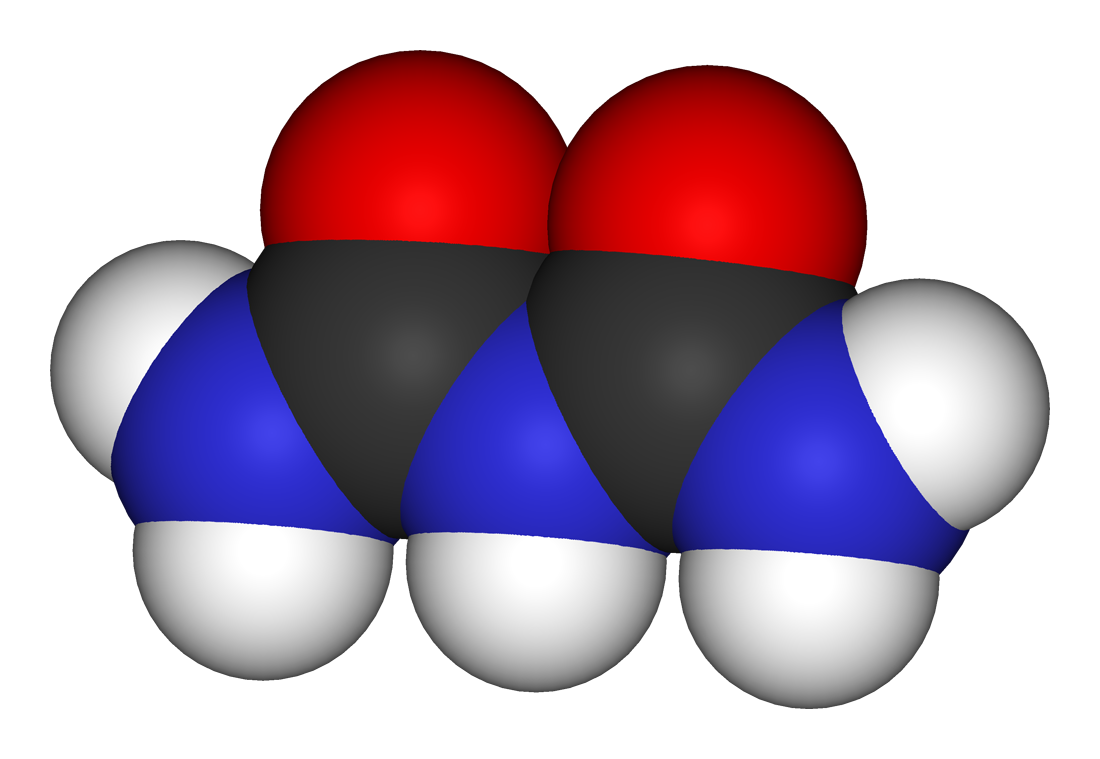
Representación 3D del Biuret

El Reactivo de Biuret indica la presencia de proteínas, péptidos cortos y otros compuestos con dos o más enlaces peptídicos en sustancias de composición desconocida.
Está hecho de hidróxido potásico (KOH) y sulfato cúprico (CuSO4), junto con tartrato de sodio y potasio (KNaC4O6·4H2O). El reactivo cambia a violeta en presencia de proteínas, y vira a rosa cuando se combina con polipéptidos de cadena corta. El hidróxido de potasio no participa en la reacción, pero proporciona el medio alcalino necesario para que tenga lugar.
Se usa normalmente en el ensayo de Biuret, un método colorimétrico que permite determinar la concentración de proteínas de una muestra mediante espectroscopía ultravioleta-visible a una longitud de onda de 562 nm (para detectar el ion Cu1+).

## Procedimiento
1. Se toma un tubo de ensayo y se colocan tres centímetros cúbicos de albúmina, es decir, clara de huevo.
2. Se añaden 2 centímetros cúbicos de solución de hidróxido de sodio al 20%
3. Inmediatamente se agregan 4 o 5 gotas de solución de sulfato cúprico al 1%.
4. El resultado es que la mezcla se torna de color violeta, indicando la presencia de proteínas.
5. El mismo ensayo puede hacerse con una harina de trigo, de garbanzo, de soya o de arveja. También se puede realizar con leche (preferiblemente descremada) o gelatina (disuelta en caliente). En estos casos, alcanza con una punta de espátula.
6. Para comparación, se puede probar con almidón disuelto, que no contiene proteínas.